# Benjamin Walker (actor)

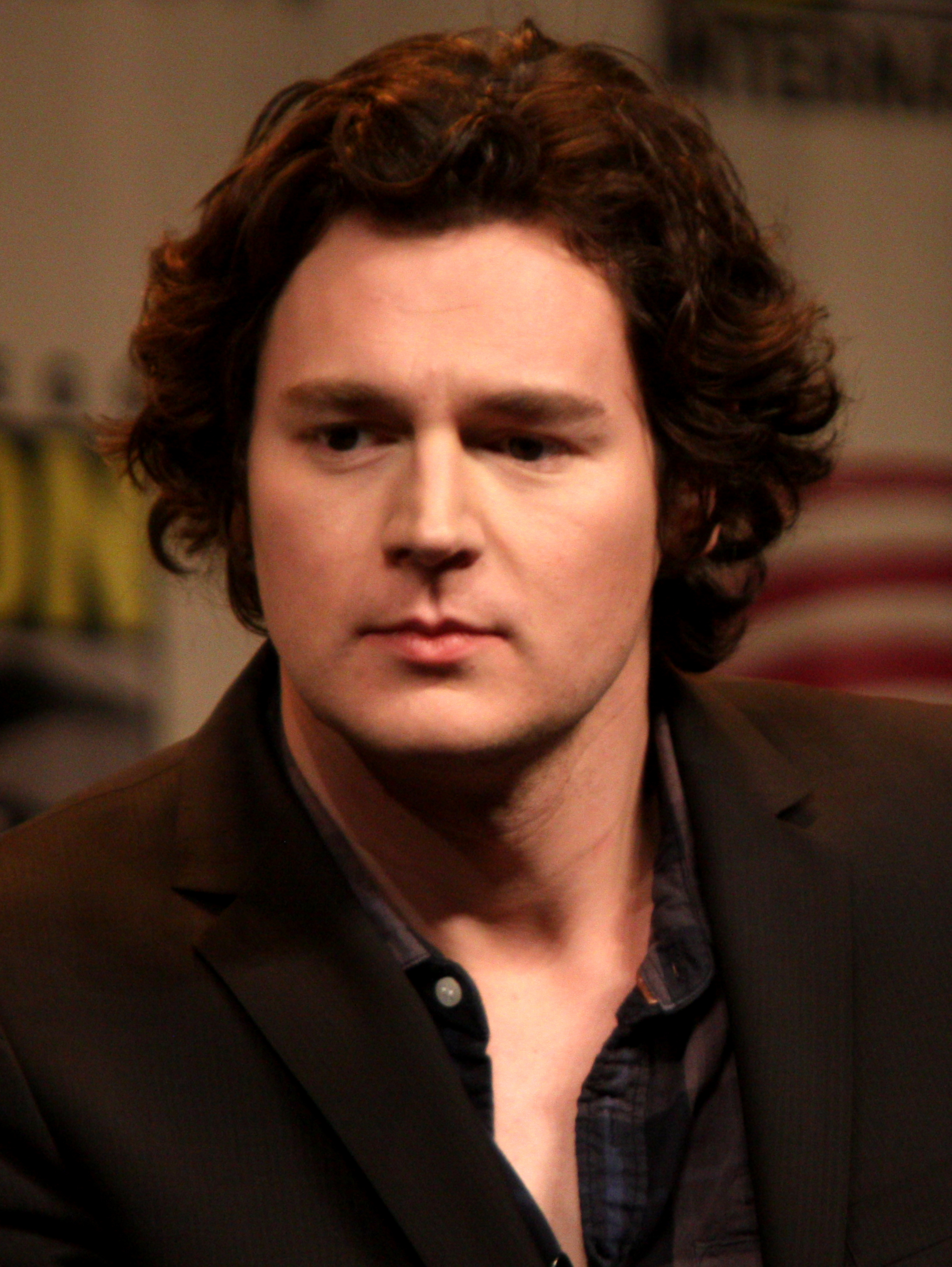
Walker en 2012.

Benjamin Walker Davis (Cartersville, Georgia; 21 de junio de 1982) es un actor estadounidense de cine, teatro y televisión. Es más conocido por interpretar a Abraham Lincoln en la película, Abraham Lincoln: cazador de vampiros
en 2012, y también por sus apariciones en las películas Kinsey (como Alfred Kinsey a los 19 años), como Harlon Block en la película dirigida por Clint Eastwood Flags of Our Fathers, interpretando a Andrew Jackson en el teatro Off-Broadway y en el musical Bloody Bloody Andrew Jackson en Broadway.

## Primeros años
Benjamin Walker Davis nació en Cartersville, Georgia, Estados Unidos. Tomó el apellido de soltera de su madre como nombre artístico porque ya se había registrado otra persona con el nombre Benjamin Davis en el sindicato de actores. Walker asistió a la escuela secundaria Catersville y a la Interlochen Arts Academy en Traverse City, Míchigan, y luego a la Escuela Juilliard en Nueva York.
Se graduó del programa de entrenamiento actoral de Juilliard en 2004.

## Trabajo en escena
En febrero de 2007, Walker interpretó a Bertram Cates en la resurrección de la obra de Broadway Inherit the Wind, cuyo papel fue interpretado anteriormente por Christopher Plummer y Brian Dennehy, ambos dos veces ganadores del Premio Tony, y el también ganador del Premio Tony Denis O'Hare, bajo la dirección de Doug Hughes.
La producción de Inherit the Wind se estrenó en el Lyceum Theatre el 12 de abril de 2007. La obra fue nominada para cuatro Premios Tony, incluyendo mejor resurgimiento.
En abril de 2008, Walker apareció como el Chevalier Danceny en la producción de la Roundabout Theatre Company Les liaisons dangereuses, dirigida por Rufus Norris y protagonizada por Laura Linney, Ben Daniels y Mamie Gummer. Benjamin Walker interpretó a un amante inexperto el cual se convierte en el títere sexual de la diabólica La Marquise de Merteuil (Linney). Descrita como “la máxima batalla de los sexos” por el periódico Broadway World, la producción tuvo un éxito total y fue nominada a seis premios Tony.

### Bloody Bloody Andrew Jackson
Entre 2010 y 2011 Walker interpretó el papel protagónico de Andrew Jackson en Bloody Bloody Andrew Jackson, obra off-Broadway de Alex Timber, en el Teatro Público y luego en el Teatro de Broadway Jacob. El musical emo rock con letra y música de Michael Friedman disfrutó de una exitosa pero breve carrera. El espectáculo obtuvo buenas críticas, pero no fue nominado para ningún premio, excepto como mejor escenografía.
Walker inicialmente actuó como Andrew Jackson en el musical de Alex Timbers y Michael Friedman Bloody Bloody Andrew Jackson durante su estreno mundial en diciembre de 2007 en el teatro del Centro de Música de Los Ángeles Kirk Douglas en Los Ángeles, California.
Un musical de rock irreverente que relata la vida y legado de Jackson, Walker había sido la estrella en las numerosas encarnaciones de la serie gracias a la excelente respuesta de la crítica que tuvo desde su debut, incluyendo Bloody Bloody Andrew Jackson: La versión de concierto (un taller de cuatro semanas en el Teatro público de Nueva York en marzo de 2009), y su compromiso de volver tres veces extendido al público en marzo de 2010. Walker regresó para repetir su actuación en la producción de Broadway en el Teatro Bernard Jacobs, el cual abrió sus puertas el 13 de octubre de 2010 con críticas muy favorables. La producción cerró el 2 de enero de 2011.

### La gata sobre el tejado de zinc
Entre 2012 y 2013 Benjamin Walker personificó a Brick en la obra de Tennessee Williams La gata sobre el tejado de zinc, dirigida por Rob Ashford y protagonizada por Scarlett Johansson, Ciaran Hinds y Debra Monk.
Otras apariciones de Walker en el teatro incluyen obras y eventos como The Arrangements en la Atlantic Theatre Company (NYC - 2005), el taller Spring Awakening en el teatro Lincoln Center de (NYC - 2005), El abanico de Lady Windermere (Festival Williamstown Theatre - 2005) y Romeo y Julieta (Festival Williamstown Theatre - 2006). En el año 2016 estreno el musical American Psycho.
Walker, siendo también comediante en vivo, ha actuado en Caroline (NYC), Comedia Village (Nueva York) y en The Comedy Store (Los Ángeles). Su programa de humor, Find the Funny, cuenta con relatos y parodias cómicas y fue representada generalmente en Nueva York.

## Papeles en cine y televisión
Walker fue protagonista en la película corta narrativa de Will Frears All Saint's Day (2007), la cual fue presentada en los festivales de Tribeca y Sarasota. La película también participó en el festival Savannah College of Art and Design, donde fue ganadora en la categoría de filme corto narrativo.
En 2009 apareció en el papel de David en la película adaptada de la obra teatral homónima de Naomi Wallace The War Boys, dirigida por Ronald Daniels, y en 2010 actuó nuevamente bajo las órdenes de Will Frears en la cinta independiente Coach, en el rol de Andy.
El 17 de junio de 2010, Walker fue elegido para el papel de Hank McCoy / Bestia en X-Men: primera generación, pero el 15 de julio de 2010 se retiró del proyecto de Marvel para trabajar en el musical de Broadway Bloody Bloody Andrew Jackson, en el cual tenía un rol protagónico.

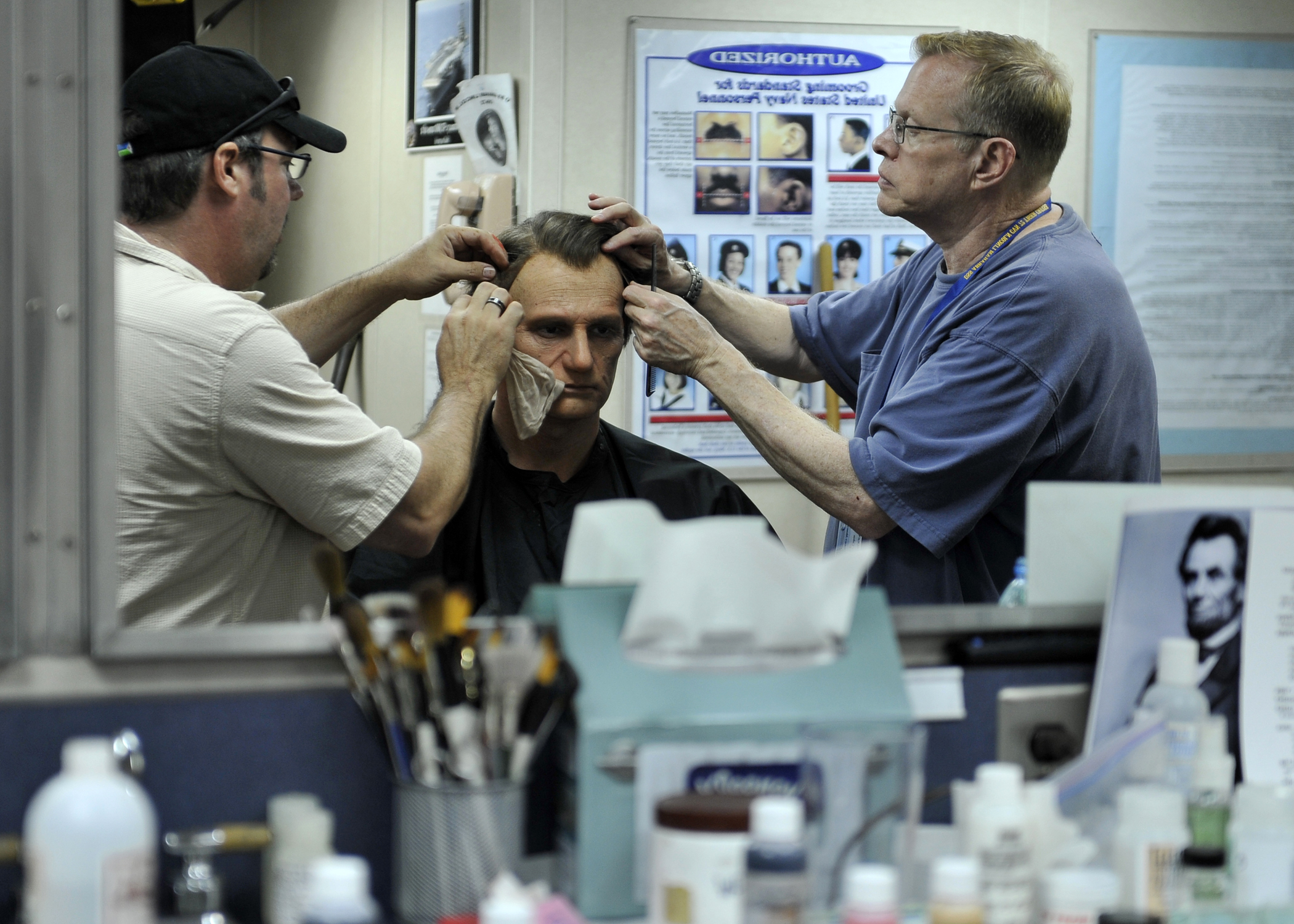
Walker, quien interpreta el papel protagónico en la película Abraham Lincoln: cazador de vampiros, se mete en su personaje antes de iniciar la gira promocional para el largometraje.

Se anunció el 28 de enero de 2011 que Walker interpretaría el rol protagónico en la adaptación cinematográfica de Abraham Lincoln: cazador de vampiros. La película fue estrenada el 22 de junio de 2012. Walker dijo a la revista Rolling Stone que había leído una serie de biografías sobre Lincoln para ayudarlo a prepararse para el papel.
Walker fue elegido como el Arcángel Miguel en la adaptación de Alex Proyas de Paradise Lost, pero la producción fue cancelada el 9 de febrero de 2012.
El 10 de mayo de 2012, Walker comenzó el rodaje de la película Muhammad Ali's Greatest Fight, del director Stephen Frears, en la que interpretó el papel de Kevin Connolly. La película se estrenó en 2013.
En 2015 interpretó a George Pollard Jr., capitán del ballenero Essex, en la película de Ron Howard En el corazón del mar.
En 2019 interpretó el papel de Erik Gelden en la tercera temporada de la serie de Netflix Jessica Jones, ambientada en el Universo cinematográfico de Marvel.
A partir de 2022 interpreta el papel del rey elfo Gil-Galad en la serie de Amazon Prime Video The Lord of The Rings: The Rings of Power, basada en la obra de J. R. R. Tolkien.

## Comedia en vivo
Walker ha actuado en comedia en vivo en Caroline's, Comedy Villages y en The Comedy Store. Su espectáculo cómico, Find the Funny, caracteriza cómics, relatos cortos y parodias, y se representó con regularidad en Nueva York.

## Vida personal
Walker se comprometió con la actriz Mamie Gummer en 2009. Vivían en un apartamento situado en Park Slope, Brooklyn. En marzo de 2013, se anunció que se separaban amistosamente y planeaban divorciarse.
Luego, comenzó a salir con su compañera de reparto Kaya Scodelario durante el rodaje de la película The King's Daughter, en abril de 2014. Se comprometieron el 28 de diciembre de 2014. Se casaron el 19 de diciembre de 2015, y en junio de 2016 anunciaron que estaban esperando a su primer hijo, el cual nació en noviembre de 2016. En septiembre de 2021 la pareja anunció que estaba esperando su segundo hijo. El 8 de enero de 2022 nació su segundo hijo.

## Filmografía

### Cine
| Año  | Título                               | Personaje            | Notas |
| ---- | ------------------------------------ | -------------------- | ----- |
| 2006 | My Favorite Fairy Tales Volume 2     |                      | Voz   |
| 2006 | My Favorite Fairy Tales Volume 4     |                      | Voz   |
| 2004 | Kinsey                               | Kinsey a los 19 años |       |
| 2006 | Unconscious                          | John Stradlater      |       |
| 2006 | Flags of Our Fathers                 | Harlon Block         |       |
| 2007 | Wasted NYC                           | Billy                |       |
| 2007 | All Saints Day                       | Matthew              |       |
| 2009 | The War Boys                         | David                |       |
| 2010 | Coach                                | Andy                 |       |
| 2011 | The Hot Potato                       | Danny                |       |
| 2012 | Abraham Lincoln: cazador de vampiros | Abraham Lincoln      |       |
| 2012 | Muhammad Ali's Greatest Fight        | Kevin Connolly       |       |
| 2015 | The King's Daughter                  | Yves De La Croix     |       |
| 2015 | En el corazón del mar                | George Pollard Jr.   |       |
| 2016 | The Choice                           | Travis Shaw          |       |
| 2017 | Shimmer Lake                         | Zeke Sikes           |       |
| 2021 | The Ice Road                         | Varnay               |       |

### Televisión
| Año           | Título                                    | Papel          | Notas                      |
| ------------- | ----------------------------------------- | -------------- | -------------------------- |
| 2006          | 3 lbs                                     | Nick Ross      | Episodio: "Heart Stopping" |
| 2010          | Westward!                                 | Jesse Boone    | Película para televisión   |
| 2013          | The Missionary                            | Roy            | Episodio piloto            |
| 2013          | Muhammad Ali's Greatest Fight             | Kevin Connolly | Película para televisión   |
| 2019          | Traitors                                  | Jimmy Derby    | 2 episodios                |
| 2019          | Jessica Jones                             | Erik Gelden    | 10 episodios               |
| 2022-presente | The Lord of the Rings: The Rings of Power | Gil-Galad      | Papel recurrente           |